# Světový pohár v ledolezení 2014
Světový pohár v ledolezení 2014 se uskutečnil na přelomu ledna a února v pěti zemích v Asii a Evropě. Zahájen byl 11. ledna 2014 v Jižní Koreji prvním závodem SP v ledolezení v disciplínách ledolezení na obtížnost a rychlost, pod patronací Mezinárodní horolezecké federace UIAA.
Mistrovství Evropy v ledolezení 2014 se konalo zároveň na závodech světového poháru v Rusku, obdobně Mistrovství Asie v Jižní Koreji, výsledky závodů se započítávaly do celkového hodnocení světového poháru. Mistrovství Světa juniorů v ledolezení 2014 pro závodníky ve věku 15-21 let se konalo 8.-9. února v Champagny.
Z Českých horolezců se nejlépe dařilo Lucii Hrozové v obtížnosti, kde skončila na celkově šestém místě, nejlépe se umístila v posledním závodu v Rusku, kde byla čtvrtá, medaili v tomto roce nezískal žádný český závodník.

## Přehledy závodů
| Kalendář závodů SP 2014 v ledolezení | Kalendář závodů SP 2014 v ledolezení | Kalendář závodů SP 2014 v ledolezení | Kalendář závodů SP 2014 v ledolezení | Kalendář závodů SP 2014 v ledolezení | Kalendář závodů SP 2014 v ledolezení | Kalendář závodů SP 2014 v ledolezení | Kalendář závodů SP 2014 v ledolezení |
| Datum                                | Místo                                | Země                                 | Web                                  | Počet závodníků                      | Počet závodníků                      | Počet zemí                           | Počet zemí                           |
| Datum                                | Místo                                | Země                                 | Web                                  | obtížnost                            | rychlost                             | obtížnost                            | rychlost                             |
| ------------------------------------ | ------------------------------------ | ------------------------------------ | ------------------------------------ | ------------------------------------ | ------------------------------------ | ------------------------------------ | ------------------------------------ |
| 11.-12. ledna 2014                   | Čchongsong                           | Jižní Korea                          |                                      | x                                    | x                                    | x                                    | x                                    |
| 16.-18. ledna 2014                   | Bușteni                              | Rumunsko                             |                                      | x                                    | ?                                    | x                                    | x                                    |
| 24.-25. ledna 2014                   | Saas-Fee                             | Švýcarsko                            | Iceclimbingworldcup                  | x                                    | x                                    | x                                    | x                                    |
| 31. ledna - 1. února 2014            | Champagny                            | Francie                              |                                      | x                                    | x                                    | x                                    | x                                    |
| 27. února - 2. března 2014           | UFA                                  | Rusko                                |                                      | x                                    | x                                    | x                                    | x                                    |
| Celkem                               | 5                                    | 5                                    | Iceclimbingworldcup                  | x                                    | x                                    | x                                    | x                                    |

### Muži
| 1.                      | Maxim Tomilov           | Rusko                   | 425 | 2. 80  | 1. 100 | 2. 80      | 3. 65  | 1. 100 |
| 2.                      | Pak Hi-jong             | Jižní Korea             | 390 | 3. 65  | 2. 80  | 1. 100     | 2. 80  | 3. 65  |
| 3.                      | Alexej Tomilov          | Rusko                   | 337 | 1. 100 | 5. 51  | 5. 51      | 4. 55  | 2. 80  |
| 4.                      | Nikolaj Kuzovlev        | Rusko                   | 312 | 9. 37  | 4. 55  | 3. 65      | 1. 100 | 4. 55  |
| 5.                      | Radomir Proščenko       | Rusko                   | 213 | 10. 34 | 8. 40  | 9. 37      | 5. 51  | 5. 51  |
| 6.                      | Valentyn Sypavin        | Rusko                   | 192 | 4. 55  | 6. 47  | —          | 7. 43  | 6. 47  |
| 7.                      | Janez Svoljšak          | Slovinsko               | 158 | —      | 11. 31 | 7. 43      | 6. 47  | 9. 37  |
| 8.                      | Sergej Tarasov          | Rusko                   | 147 | 16. 20 | 3. 65  | 19.-21. 14 | 15. 22 | 13. 26 |
| 9.                      | Alexej Vagin            | Rusko                   | 133 | 11. 31 | 12. 28 | 19.-21. 14 | 13. 26 | 10. 34 |
| 10.                     | JungHeee Han            | Jižní Korea             | 121 | 6. 47  | 10. 34 | 22. 9      | 11. 31 | —      |
|                         |                         |                         |     |        |        |            |        |        |
| 28.                     | Jan Straka              | Česko                   | 37  | —      | —      | —          | 9. 37  | —      |
| 66.                     | Radek Lienerth          | Česko                   | 4   | —      | —      | 27. 4      | —      | —      |
| počet finalistů         |                         |                         |     |        |        |            |        |        |
| počet semifinalistů     |                         |                         |     |        |        |            |        |        |
| bodovaných závodníků    | bodovaných závodníků    | bodovaných závodníků    | 70  | 30     | 30     | 30         | 31     | 30     |
| celkový počet závodníků | celkový počet závodníků | celkový počet závodníků | -   |        |        |            |        |        |

| 1.                      | Nikolaj Kuzovlev        | Rusko                   | 288                 | 1. 100 | 2. 80  | 7. 43  | 3. 65  |
| 2.                      | Vladimir Kartašev       | Rusko                   | 259                 | 7. 43  | 3. 65  | 1. 100 | 5. 51  |
| 3.                      | Alexej Vagin            | Rusko                   | 245                 | 2. 80  | 5. 51  | 10. 34 | 2. 80  |
| 4.                      | Ivan Spicyn             | Rusko                   | 227                 | 3. 65  | 8. 40  | 15. 22 | 1. 100 |
| 5.                      | Pavel Guljajev          | Rusko                   | 210                 | 4. 55  | 4. 55  | 2. 80  | 16. 20 |
| 6.                      | Vlad Golub              | Rusko                   | 206                 | 5. 51  | 7. 43  | 3. 65  | 6. 47  |
| 7.                      | Nikolaj Šved            | Rusko                   | 181                 | —      | 1. 100 | 4. 55  | 13. 26 |
| 8.                      | Maxim Vlasov            | Rusko                   | 155                 | 13. 26 | 6. 47  | 5. 51  | 11. 31 |
| 9.                      | Radomir Proščenko       | Rusko                   | 140                 | 11. 31 | 12. 28 | 13. 26 | 4. 55  |
| 10.                     | Alexej Tomilov          | Rusko                   | 130                 | 8. 40  | 11. 31 | 11. 31 | 12. 28 |
| počet finalistů         | počet finalistů         | počet finalistů         | počet finalistů     |        |        |        | 8/4    |
| počet semifinalistů     | počet semifinalistů     | počet semifinalistů     | počet semifinalistů |        |        |        | 16     |
| bodovaných závodníků    | bodovaných závodníků    | bodovaných závodníků    | 64                  | 24     | 30     | 30     | 30     |
| celkový počet závodníků | celkový počet závodníků | celkový počet závodníků | -                   | 24?    |        |        |        |

### Ženy
| 1.                     | Marija Tolokoninová    | Rusko                  | 412              | 1. 100 | 6. 47  | 3. 65  | 1. 100 | 1. 100 |
| 2.                     | Angelika Rainer        | Itálie                 | 361              | 3. 65  | 2. 80  | 1. 100 | 3. 65  | 5. 51  |
| 3.                     | Sin Un-son             | Jižní Korea            | 343              | 2. 80  | 1. 100 | 2. 80  | 8. 40  | 7. 43  |
| 6.                     | Lucie Hrozová          | Česko                  | 213              | 8. 40  | 5. 51  | 5. 51  | 18. 16 | 4. 55  |
| 15.                    | Martina Kratochvílová  | Česko                  | 62               | -      | -      | 10. 34 | 12. 28 | -      |
| počet finalistek       | počet finalistek       | počet finalistek       | počet finalistek |        |        |        |        | 8      |
| počet semifinalistek   |                        |                        |                  |        |        |        |        |        |
| bodovaných závodnic    | bodovaných závodnic    | bodovaných závodnic    | 60               | 25     | 22     | 27     | 29     | 30     |
| celkový počet závodnic | celkový počet závodnic | celkový počet závodnic | -                |        |        |        |        |        |

| Výsledky SP v ledolezení na rychlost 2014 | Výsledky SP v ledolezení na rychlost 2014 | Výsledky SP v ledolezení na rychlost 2014 | Výsledky SP v ledolezení na rychlost 2014 | Výsledky SP v ledolezení na rychlost 2014 | Výsledky SP v ledolezení na rychlost 2014 | Výsledky SP v ledolezení na rychlost 2014 | Výsledky SP v ledolezení na rychlost 2014 | Výsledky SP v ledolezení na rychlost 2014 | Výsledky SP v ledolezení na rychlost 2014 |
| Pořadí                                    | Jméno                                     | Země                                      | Body                                      | Čchongsong                                | Bușteni                                   | Saas-Fee                                  | Champagny                                 | Ufa                                       |                                           |
| ----------------------------------------- | ----------------------------------------- | ----------------------------------------- | ----------------------------------------- | ----------------------------------------- | ----------------------------------------- | ----------------------------------------- | ----------------------------------------- | ----------------------------------------- | ----------------------------------------- |
| 1.                                        | Mariam Filippovová                        | Rusko                                     | 355                                       | 2. 80                                     | 2. 80                                     | 1. 100                                    | 4. 55                                     | 8. 40                                     |                                           |
| 2.                                        | Jekatěrina Feoktistovová                  | Rusko                                     | 343                                       | 6. 47                                     | 3. 65                                     | 5. 51                                     | 2. 80                                     | 1. 100                                    |                                           |
| 3.                                        | Natalija Kulikovová                       | Rusko                                     | 337                                       | 1. 100                                    | 4. 55                                     | 2. 80                                     | 5. 51                                     | 5. 51                                     |                                           |
| počet finalistek                          | počet finalistek                          | počet finalistek                          | počet finalistek                          |                                           |                                           |                                           |                                           | 8/4                                       |                                           |
| počet semifinalistek                      | počet semifinalistek                      | počet semifinalistek                      | počet semifinalistek                      |                                           |                                           |                                           |                                           | 16                                        |                                           |
| bodovaných závodnic                       | bodovaných závodnic                       | bodovaných závodnic                       | 38                                        | 14                                        | 16                                        | 15                                        | 16                                        | 23                                        |                                           |
| celkový počet závodnic                    | celkový počet závodnic                    | celkový počet závodnic                    | -                                         |                                           |                                           |                                           |                                           |                                           |                                           |